# Polyipnus fraseri
Polyipnus fraseri är en fiskart som beskrevs av Fowler, 1934. Polyipnus fraseri ingår i släktet Polyipnus och familjen pärlemorfiskar. Inga underarter finns listade i Catalogue of Life.